# Čírka karolinská
Čírka karolinská (Anas carolinensis) je druh kachnovitého ptáka z rodu Anas, který se vyskytuje v Severní Americe. Jedná se o nejčastější severoamerickou kachnu zalétající do Evropy; v roce 2017 byla poprvé ověřeně pozorována i v Česku.

## Systematika
Čírku karolinskou formálně popsal v roce 1789 německý přírodovědec Johann Friedrich Gmelin v Gmelinem revidované verzi Linného veledíla Systema Naturae. Gmelin nově popsaného kachnovitého ptáka zařadil do rodu Anas, čímž vzniklo jméno Anas carolinensis. Druhové jméno carolinensis znamená karolinský.
V některých zdrojích se lze setkat a s tím, že čírka karolinská je považována za poddruh čírky obecné (Anas crecca). Morfologická, etologická i genetická data však naznačují, že se jedná o samostatný druh.

## Popis
Jedná se o malou kachnu dosahující délky těla kolem 31–39 cm, váhy 140–500 g a rozpětí křídel 52–59 cm. Hlava je velká, zobák a krk krátký a ocas při posedu na vodě směřuje mírně nahoru. Samec ve svatebním šatu má kaštanovou hlavu se zeleným vertikálním pruhem od oka dále na šíji, zbytek těla je především šedý s občasnou černou. Samice je hnědá, s občasnými tmavšími a světlejšími skvrnami. Obě pohlaví mají u ocasu nažloutlé peří a výrazné sytě zelené zrcátko (speculum).

## Areál rozšíření
Hnízdí v severních oblastech Severní Ameriky od Aljašky přes Kanadu po Saint Pierre a Miquelon. Zimuje v jihozápadní Kanadě, Spojených státech, Mexiku a na karibských ostrovech. Čírka karolinská představuje nejčastější severoamerickou kachnu zalétající do Evropy. Jen ve Velké Británii bylo do roku 2016 pozorováno 1175 jedinců, v Nizozemsku do roku 2014 bylo zaznamenáno 68 čírek karolinských. Celková populace se odhaduje na 3,9 milionu dospělých jedinců.
Stanoviště druhu tvoří močály, řeky a zálivy. Zatímco v letních měsících vyhledává hlavně mělká jezera a močály v otevřené krajině ve vnitrozemí, během migrace a v zimě vedle těchto habitatů obývá i zálivy podél oceánského pobřeží.

### Výskyt v Česku
První ověřené pozorování čírky karolinské v Česku nastalo v prosinci 2017 u Pohořelic.

## Biologie

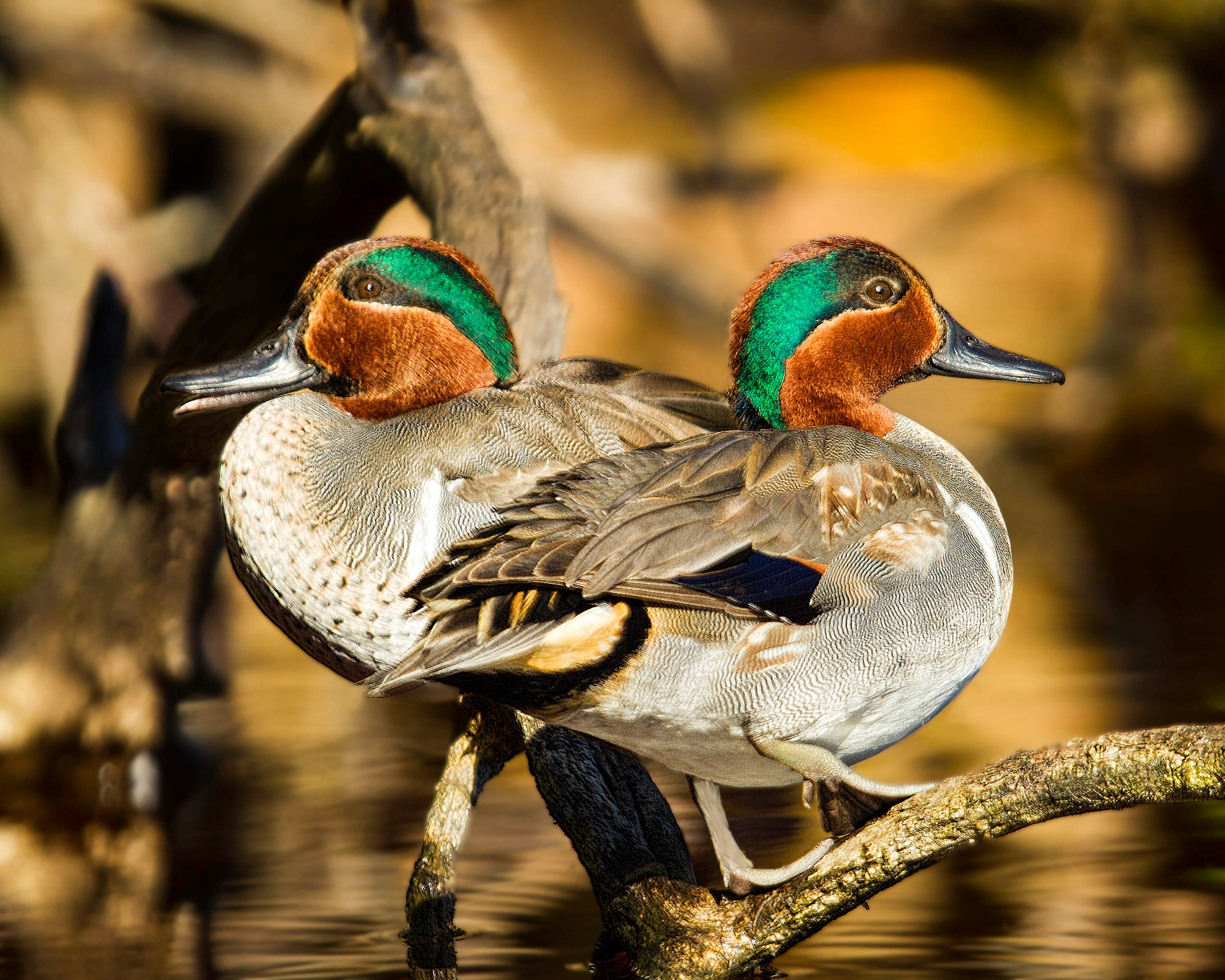
Pár samců

Jedná se o silného plavce, který dokáže vzletět přímo z vody bez nutnosti předchozího šlapání po vodě. Během zimního hřadování se může sdružovat do masivních hejn až o 50 000 jedinců. Samci vydávají vysoce položené krik krik, které připomíná cvrčka. Samice vydávají tiché kvák. Krmí se semeny, vodním hmyzem, korýši a měkkýši. V zimě potravu může hledat i na obilných polích.

### Hnízdění
K zahnízdění dochází od dubna do září. Každou hnízdní sezónu si hledá nového partnera. Námluvy zahrnují komplexní vizuální a vokální projevy samců, kteří se ve skupinách až o 25 členech dvoří samicím. Hnízdo představuje mělký důlek v zemi, který je často umístěn ve vegetaci v blízkosti vodní plochy. Snůšku tvoří 6–9 vajec. Jejich barva je krémově bílá až světle olivově žlutohnědá. Rozměr vejce je kolem 47×33 mm. Po snesení poslední vejce samice přidá ke snůšce své vlastní prachové peří, a začne s inkubací, která trvá kolem tří týdnů. Jakmile samice započne se sezením na vejcích, samec odlétá. Vysoce prekociální mláďata již několik hodin po narození dovedou plavat, chodit i potápět se pro potravu.